# Thierry Tusseau
Thierry Tusseau (Noisy-le-Grand, 19 gennaio 1958) è un ex calciatore francese, di ruolo difensore e centrocampista.

## Carriera
Centrocampista o terzino sinistro, giocò durante la sua carriera per Nantes, Bordeaux, Matra Racing e terminò la sua carriera in Division 2 nel Stade de Reims.
Con la Francia debuttò il 30 marzo 1977 a Dublino contro l'Irlanda. Con la Nazionale giocò 22 partite dal 1977 al 1986.

## Palmarès

### Club

#### Competizioni nazionali
- Campionato francese: 5

Nantes: 1976-1977, 1979-1980, 1982-1983
Bordeaux: 1983-1984, 1984-1985
- Coppa di Francia: 2

Nantes: 1978-1979
Bordeaux: 1985-1986

#### Competizioni internazionali
- Coppa delle Alpi: 1

Nantes: 1982

### Nazionale
- Campionato d'Europa: 1

Francia 1984